# زیرساخت فهرست‌راهنماهای گونه‌های سراسراروپایی
زیرساخت فهرست‌راهنماهای گونه‌های سراسراروپایی (به انگلیسی: Pan-European Species directories Infrastructure) سازوکاری را برای ارائه یک فهرست یکپارچه و مشروح از گونه‌های موجود در اروپا با هدف پوشش منطقه جغرافیایی زیستی پالئارکتیک غربی ارائه می‌دهد. زیرساخت فهرست‌راهنماهای گونه‌های سراسراروپایی تلاش‌های پنج شبکه اجتماعی، Euro+Med PlantBase (E+M)، زیاگان اروپا (FaEu)؛ ثبت اروپایی گونه‌های دریایی (ERMS) و گونه‌های قارچی اروپا (SF-EU)، را در یک چک‌لیست اروپایی واحد را ادغام می‌کند. چک‌لیست زیرساخت فهرست‌راهنماهای گونه‌های سراسراروپایی (که EU-nomen نیز نامیده می‌شود) به عنوان یک استاندارد طبقه‌بندی و ستون فقرات برای اروپا عمل می‌کند.